# 에벤에젤

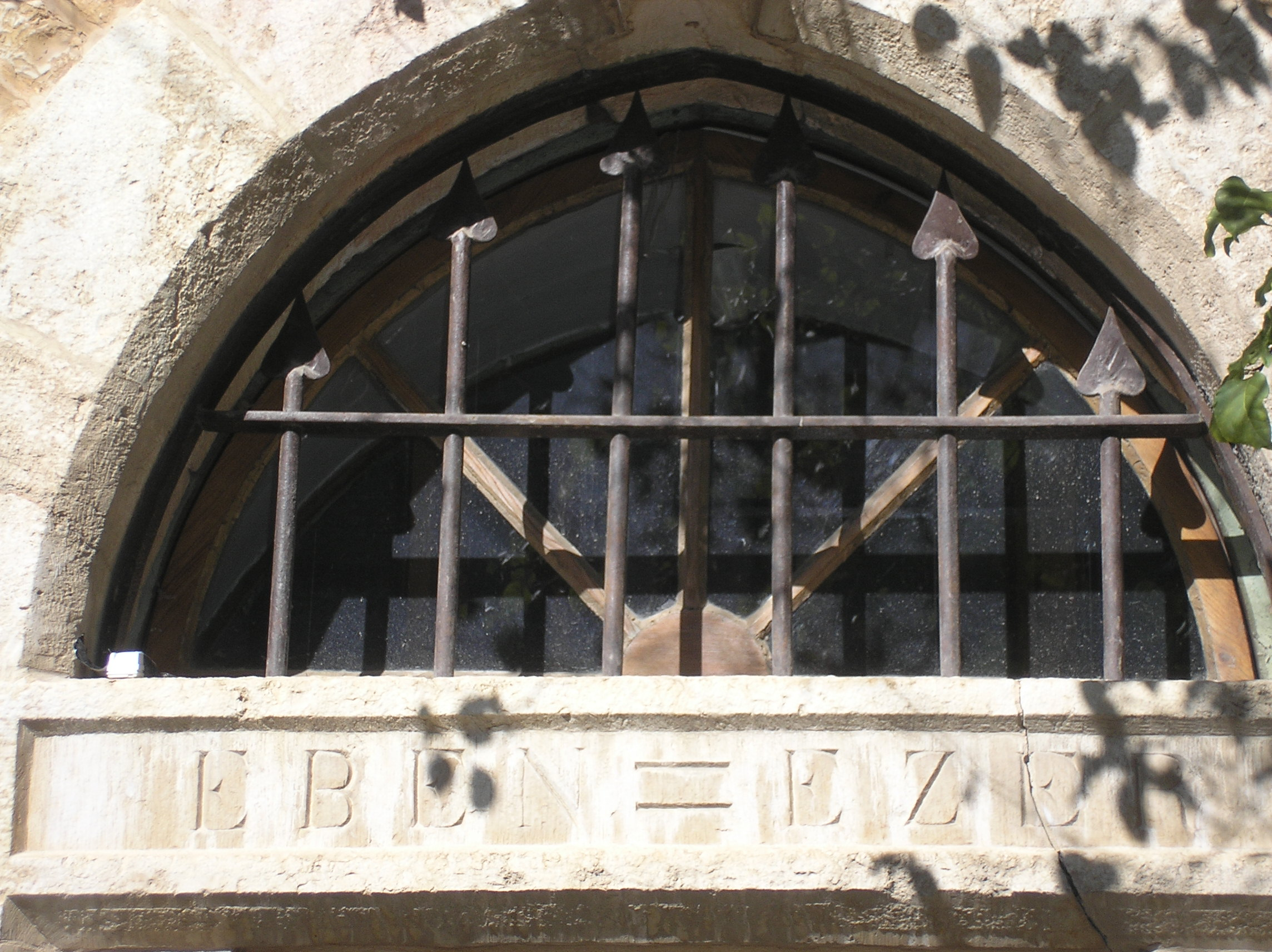
예루살렘에 있는 에벤에셀 비문

에벤에셀(히브리어: אבן העזר, eḇen hā -'āzer, stone of the help"도움의 돌")은 사무엘 상권에 언급된 도시의 이름이다(사무엘 상 4:1). 팔레스타인과 싸움에 진후에 다시 승리한 이스라엘은 그 기념으로 예언자 사무엘이 그 기념비를 세우고 에벤에셀이라고 불렀다. 《사무엘기》상권  7장 12절에는 “사무엘은 돌을 하나 가져다가 미스바와 센 사이에 세우고, "야훼께서 여기에 이르기까지 우리를 도우셨다." 하여 그 기념비를 에벤에셀이라 명명하였다.”고 하였다.